# Hoven (Zülpich)
Hoven ist ein Stadtteil von Zülpich im Kreis Euskirchen in Nordrhein-Westfalen. Hoven hat 1085 Einwohner. Zu Hoven gehört der Weiler Floren mit nur wenigen Häusern und 50 Einwohnern. Ortsvorsteher für Hoven und Floren ist Raimund Wallraff.

## Lage

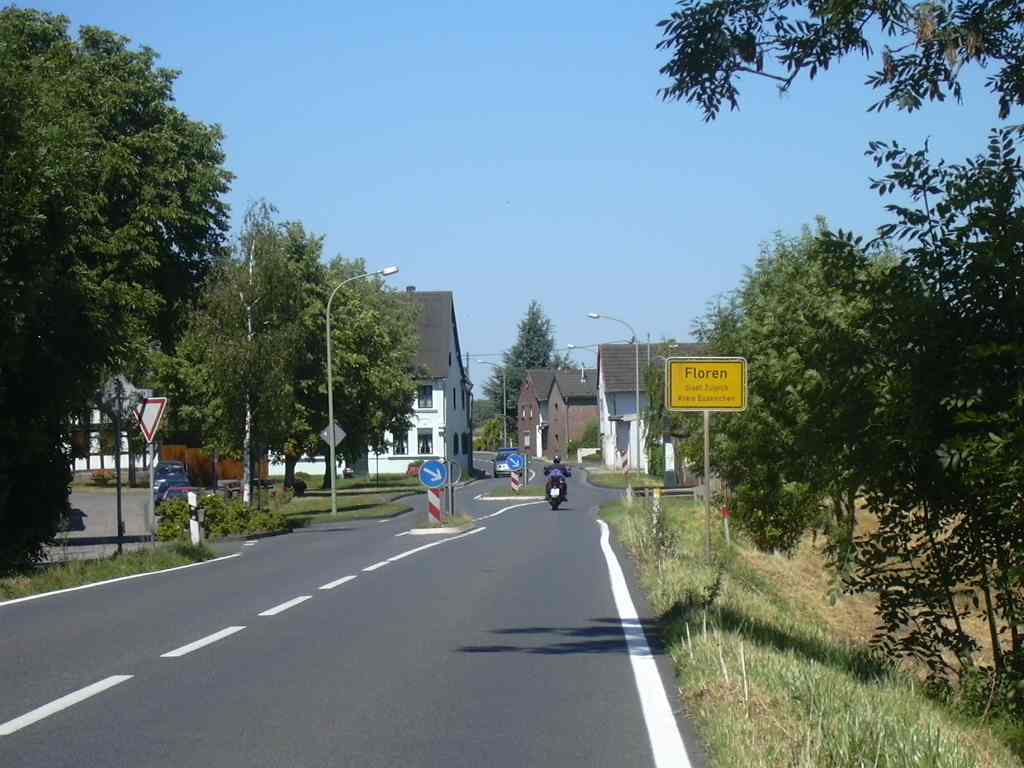
Ortsdurchfahrt Floren

Hoven schließt sich nahtlos südöstlich an Zülpich an. Floren liegt etwa 3 Kilometer entfernt in südlicher Richtung. Beide Orte liegen in der Zülpicher Börde. An Hoven vorbei verlaufen die Bundesstraße 56, die Bundesstraße 265 und die Bundesstraße 477. Südöstlich liegt der Wassersportsee Zülpich. Mitten durch Floren verläuft die B 477. Am Südrand des Weilers fließt der Vlattener Bach.

## Geschichte
Im Jahre 880 wird in den Besitzunterlagen der Abtei Prüm ein Ort mit Namen „Halmhova“ aufgeführt. Halmhova (= Getreidehof) ist die erste Bezeichnung für Hoven. Hoven wurde im Dreißigjährigen Krieg mehrfach zerstört, besonders 1647 durch hessische Truppen.
Beide Orte kamen im 14. Jh. unter Jülicher Herrschaft und sind bis zum Jahre 1794 darunter geblieben.
Der Name Floren erscheint 1218 als Vlurne. Er wird von der römischen Göttin Flora abgeleitet. Das Gelände des ehemaligen Gutshofes des Everhard von Hengebach in Floren ist heute noch gut zu erkennen.
Hoven und Floren bildeten seit dem 19. Jahrhundert die Gemeinde Hoven-Floren in der Bürgermeisterei Sinzenich im Kreis Euskirchen. Hoven-Floren wurde 1922 nach Zülpich eingemeindet.

## Schule
Das erste bekannte Schulhaus war das heutige Haus Nideggener Straße 114. 1855 wurde eine neue Schule gebaut, und zwar in der Nähe der Kirche St. Margareta. 1962 wurde wieder eine neue Schule gebaut, diesmal im Gewerbegebiet. 1968 wurden die katholischen Volksschulen aufgelöst. Heute hat Hoven keine eigene Schule mehr, in Zülpich gibt es jedoch eine Grundschule, eine Hauptschule, eine Realschule und ein Gymnasium. In Hoven gibt es jedoch immer noch einen Kindergarten.

## Kirche
1188 schenkte der Erzbischof von Köln die Hovener Marienkirche an die Zisterzienserinnen von Sankt Thomas an der Kyll. Mit St. Margareta gab es schon vor 1188 zwei Kapellengemeinden.
Die katholische Kirchengemeinde St. Margareta Hoven wird seit 1978 von dem jeweiligen Pfarrer von St. Peter Zülpich mitbetreut. Die Pfarre St. Margareta Hoven zählt mit Floren zurzeit 900 Katholiken.

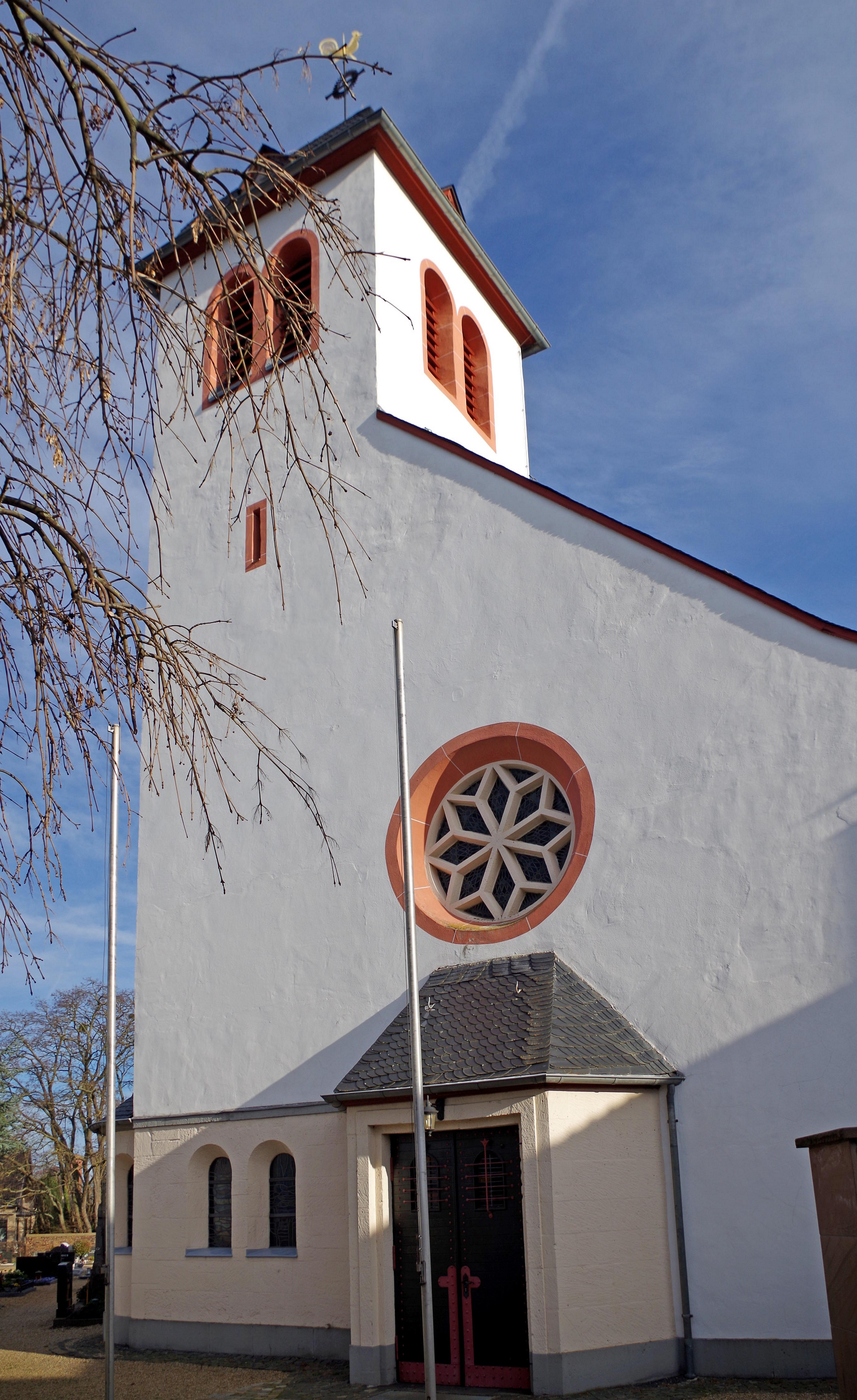
St. Margareta, Kirchturm und Portal
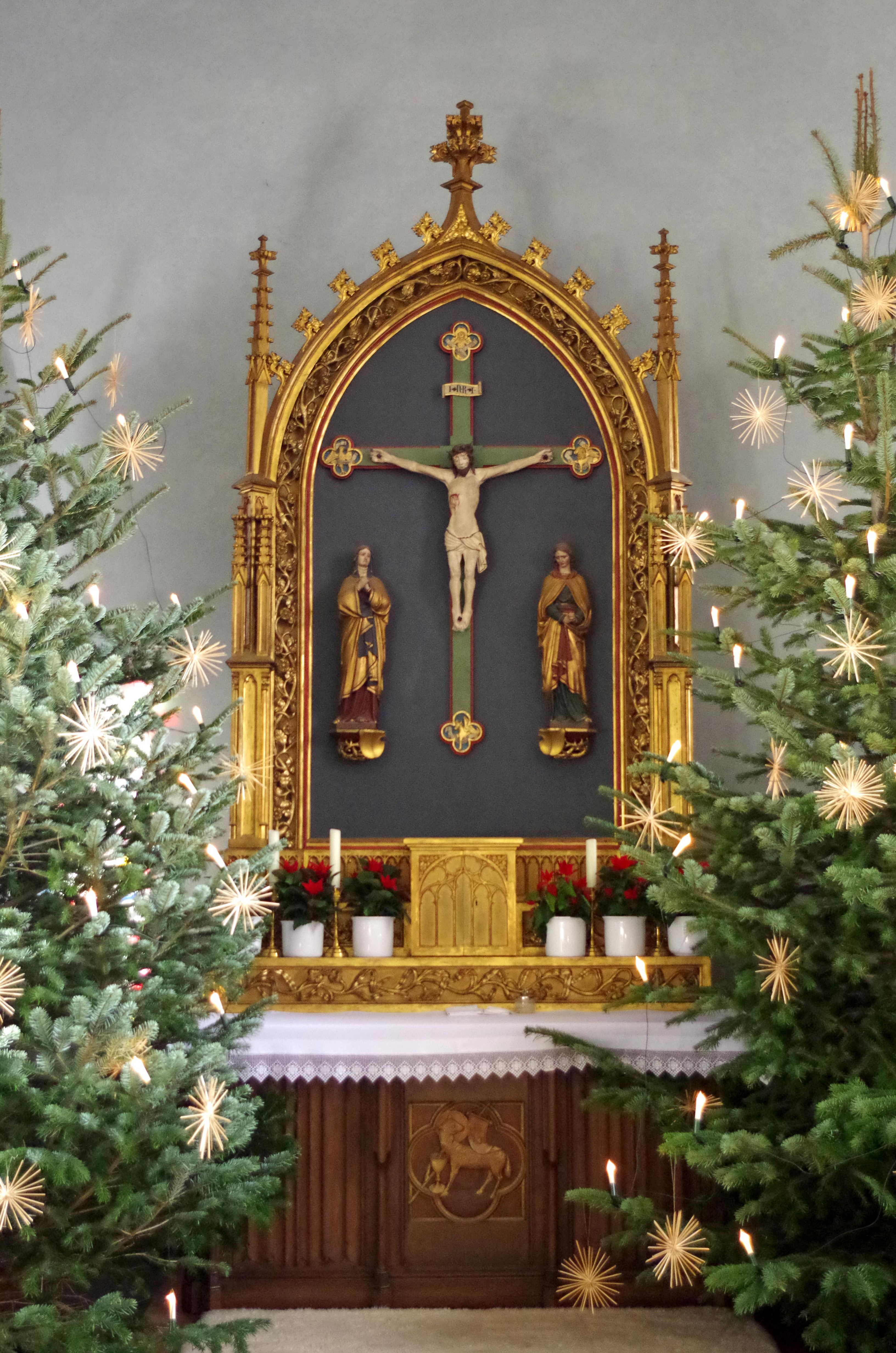
Hochaltar
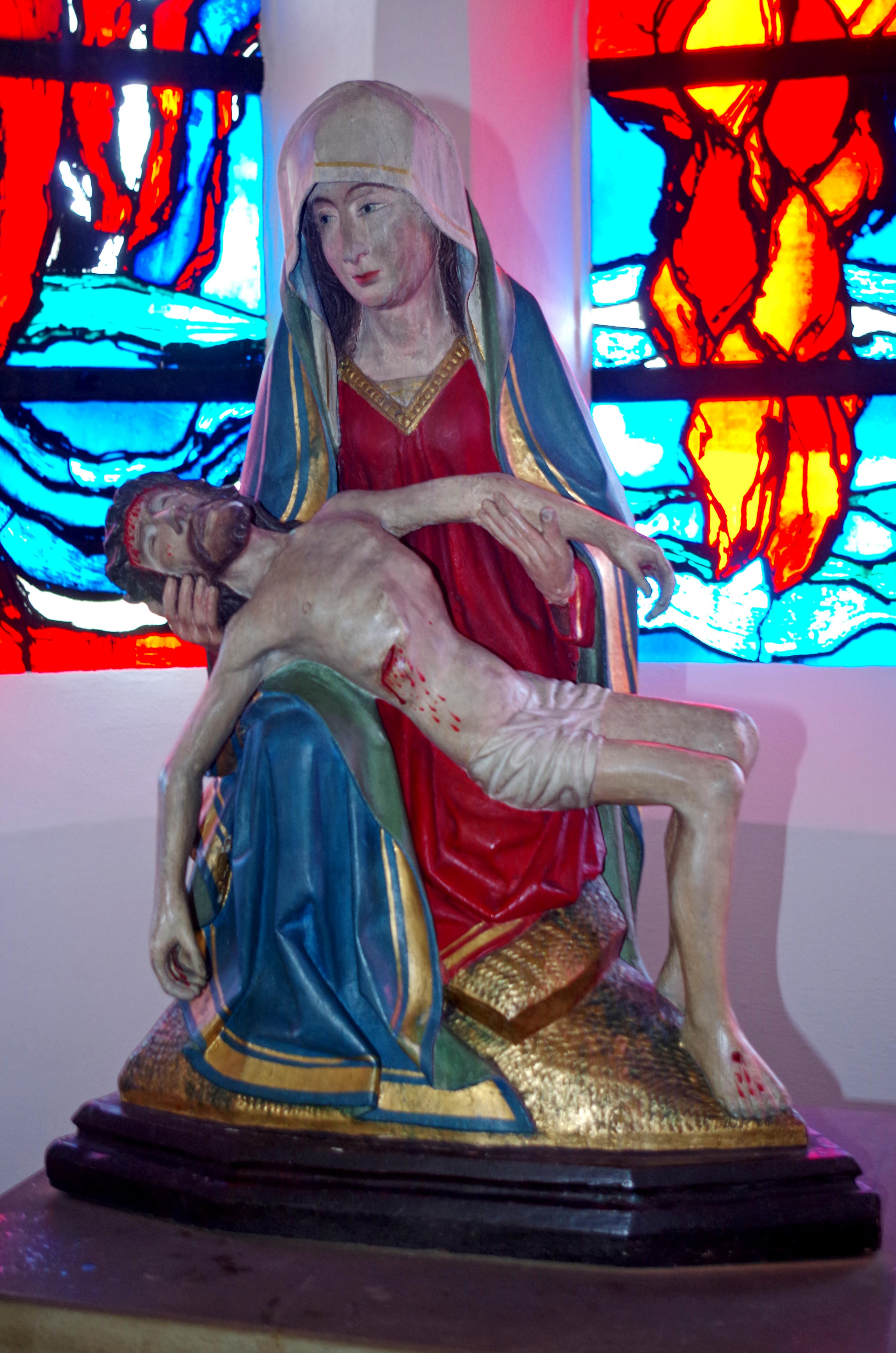
Pieta
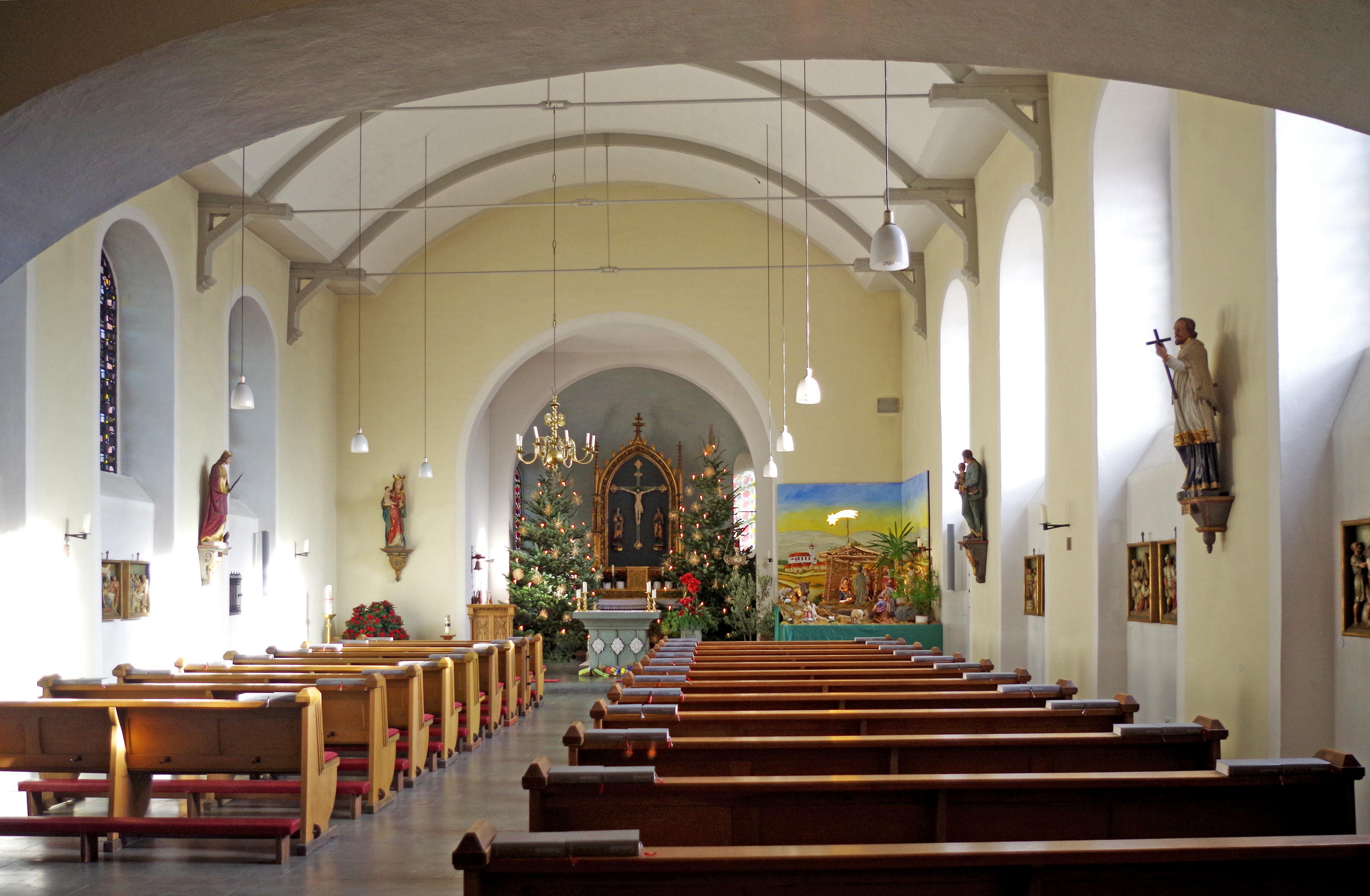
Kirchenschiff mit Altar
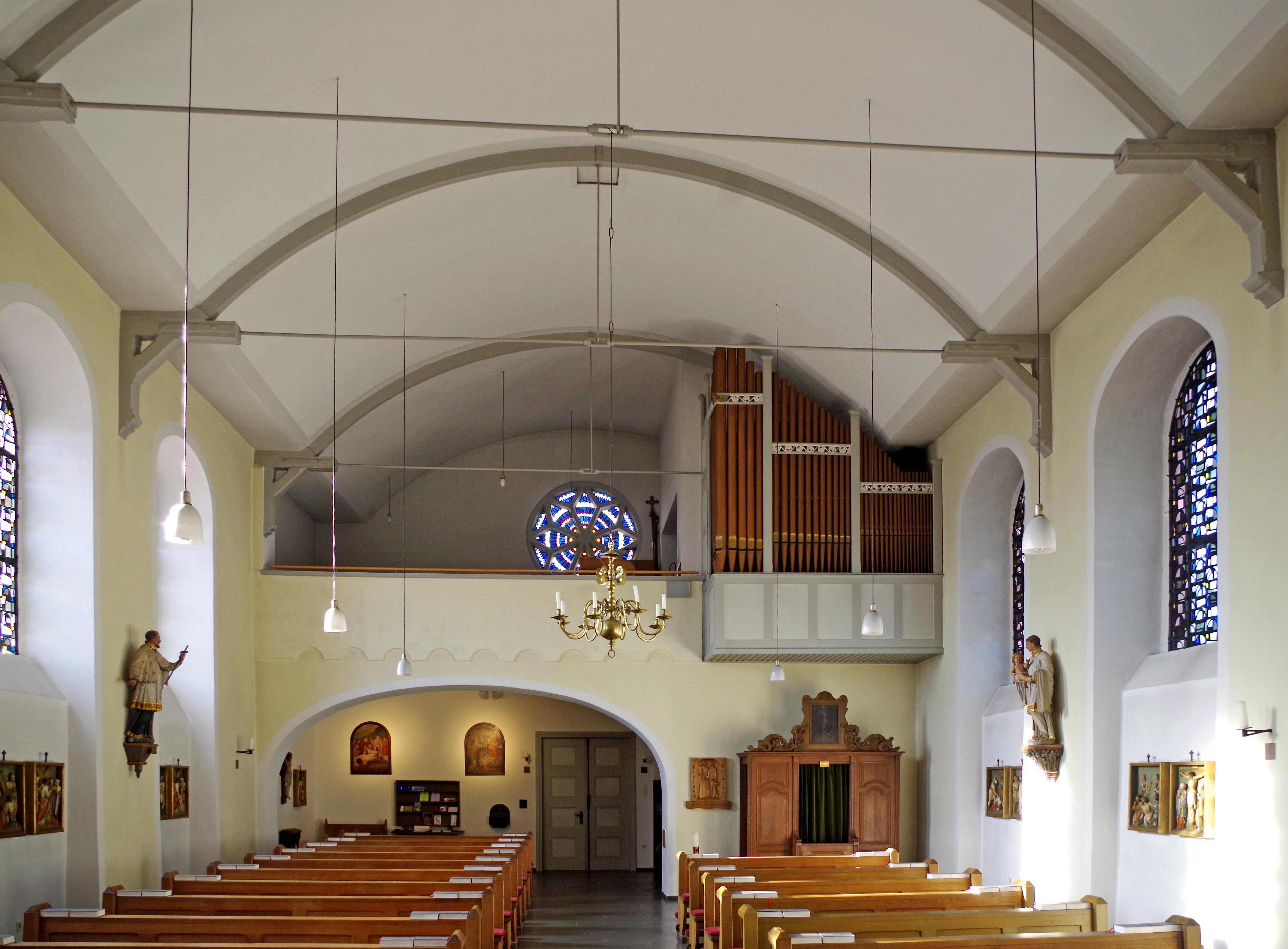
Blick zur Orgelempore
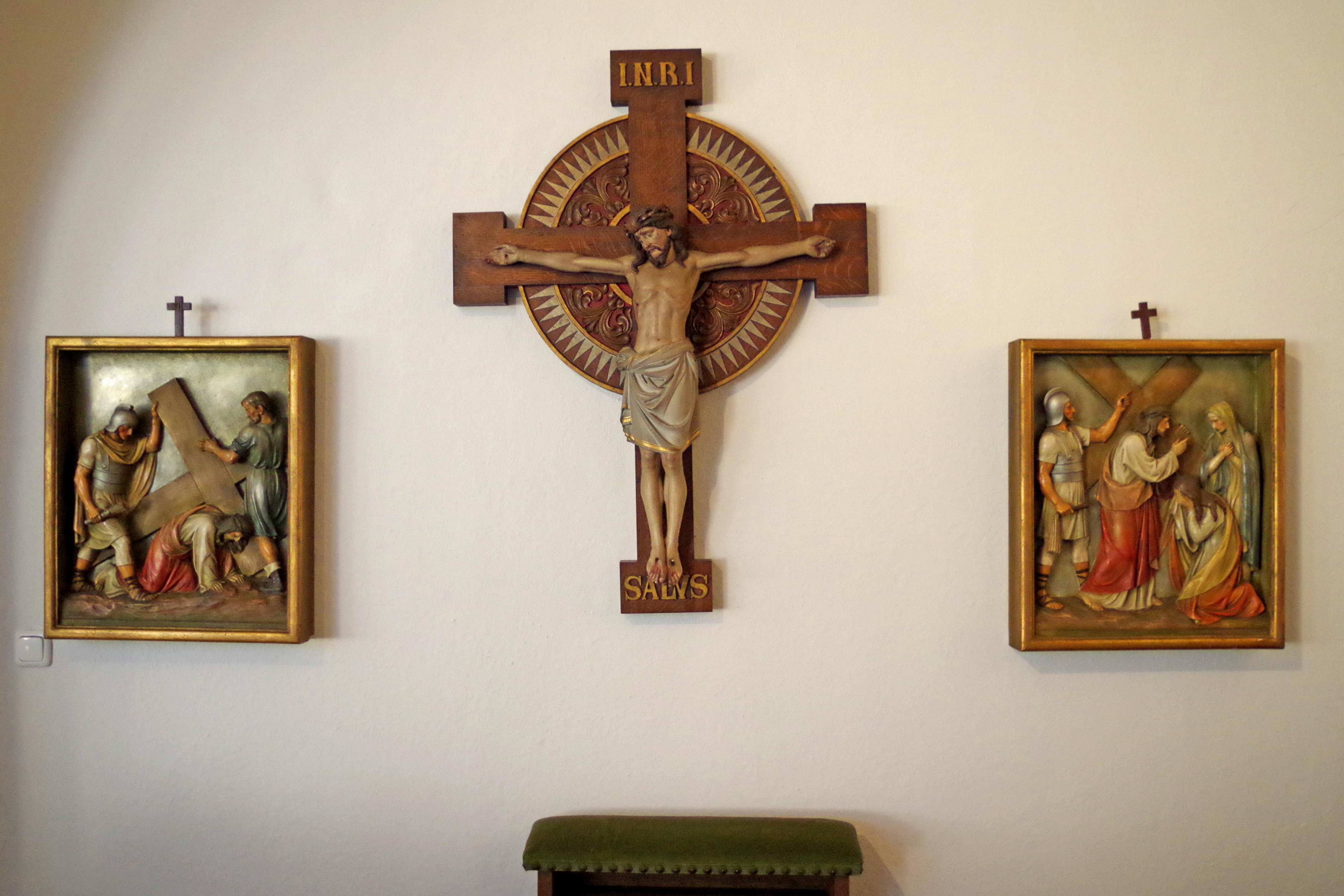
Kreuzwegstationen 7, 8
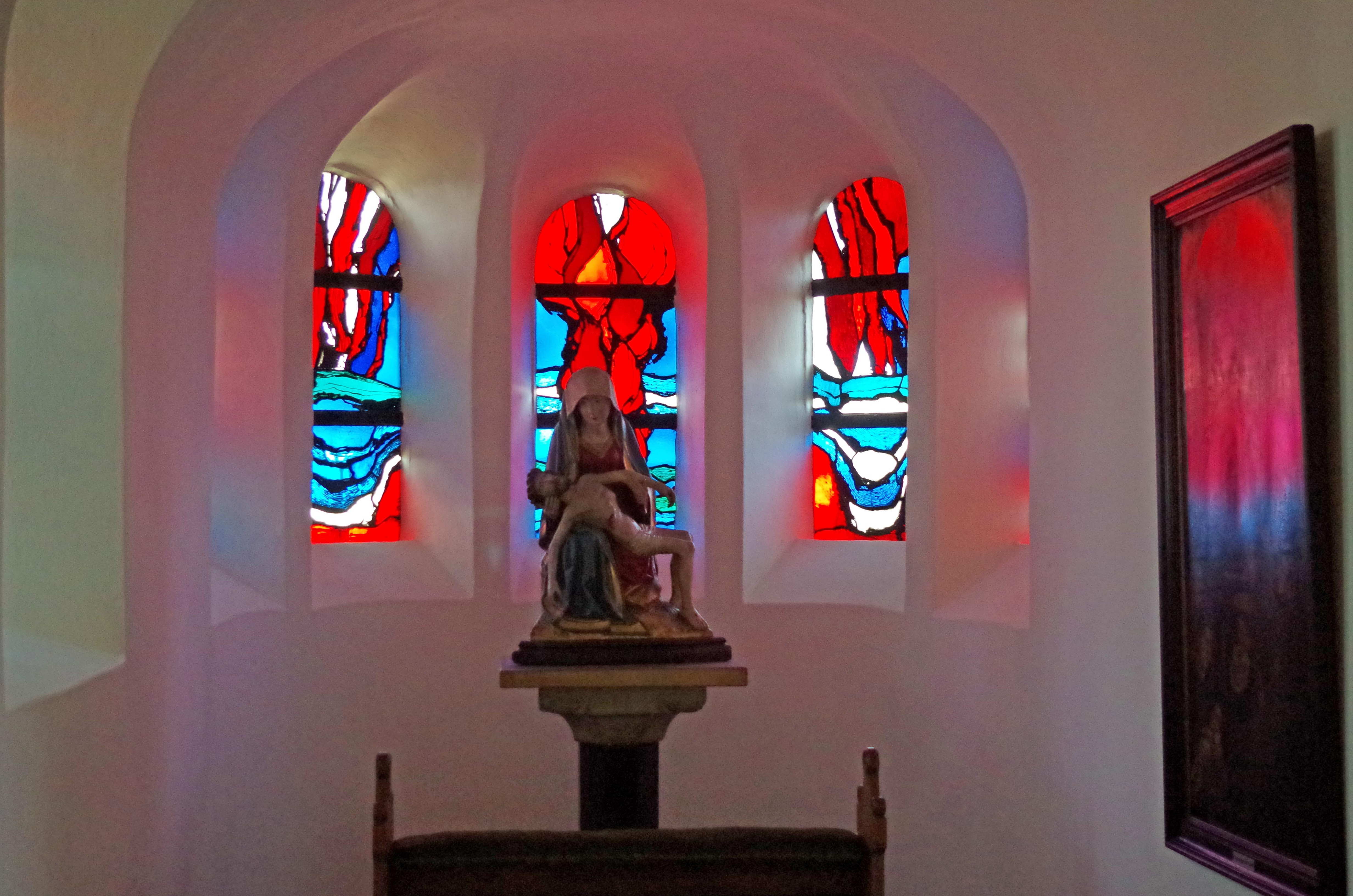
Seitenkapelle mit Pieta

## Kloster Marienborn

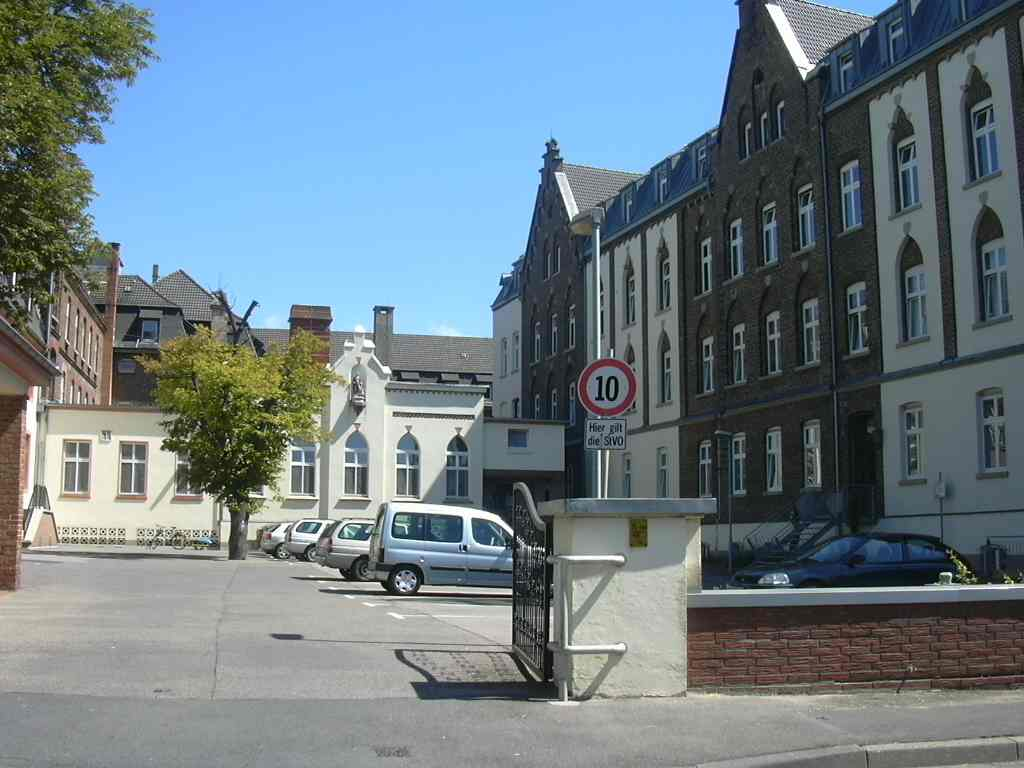
Hoven, Klinik Marienborn

Am westlichen Ortsrand liegt das ehemalige Zisterzienser-Kloster Marienborn, in dem heute eine Fachklinik für Psychiatrie und Psychotherapie untergebracht ist. Daneben gibt es noch ein Altersheim desselben Trägers.

## Verkehr
Der Ort liegt im Verbundraum des Verkehrsverbundes Rhein-Sieg (VRS). Die Buslinie 774 der Regionalverkehr Köln (RVK) verbindet als Citybus Zülpich den Ort u. a. mit der Innenstadt Zülpich und dem Zülpicher Bahnhof. Die Linie 892 wird ausschließlich als TaxiBusPlus im Bedarfsverkehr angeboten. Die Busse von Rurtalbus fahren mit der AVV-Linie 233 auf ihrer Strecke von Zülpich nach Nideggen durch Hoven. Bis zum 31. Dezember 2019 wurde diese Linie vom BVR Busverkehr Rheinland betrieben.
| Linie | Betreiber    | Verlauf |
| ----- | ------------ | --- |
| 233   | Rurtalbus    | Zülpich Bf – Zülpich Frankengraben – Hoven – Langendorf – Bürvenich – Eppenich – (Embken –) Wollersheim – Berg – Nideggen                             |
| 774   | RVK          | Citybus Zülpich: Zülpich Bf – Zülpich Münstertor/Zentrum – Hoven – Seepark – Lövenich – Linzenich – Sinzenich – Schwerfen                             |
| 892   | RVK/Kreis EU | MiKE / AST-Verkehr: Mülheim – Wichterich – Niederelvenich – Oberelvenich – Rövenich – Zülpich Bf – Zülpich Frankengraben – Hoven – Floren – Merzenich |

## Sonstiges
- Am Ortsrand von Hoven liegt der städtische Kindergarten „Kleine Freunde“.